# Body Talk (Ratt)
Body Talk è un singolo del gruppo musicale statunitense Ratt, il secondo estratto dal loro terzo album in studio Dancing Undercover nel 1986.
La canzone è stata inserita all'interno del film Il bambino d'oro con Eddie Murphy, durante un video che passa alla tv visto da una banda di motociclisti che tengono in ostaggio il bambino.

## Tracce
1. Body Talk – 3:44
2. Slip of the Lip – 3:15